# Budkovský rybník
Budkovský rybník se nachází v Budkově v okrese Benešov na Budkovském potoce. Má přibližně podlouhlý charakter. Voda do něj přitéká stejnojmenným potokem ze severovýchodu a odtéká na jihozápadní straně, kde je i hráz. Na jeho severním a západním břehu se nachází domy a silnice druhé třídy číslo 111. Na jižní a východní straně zemědělská půda. Stojí zde též kaplička.

## Galerie

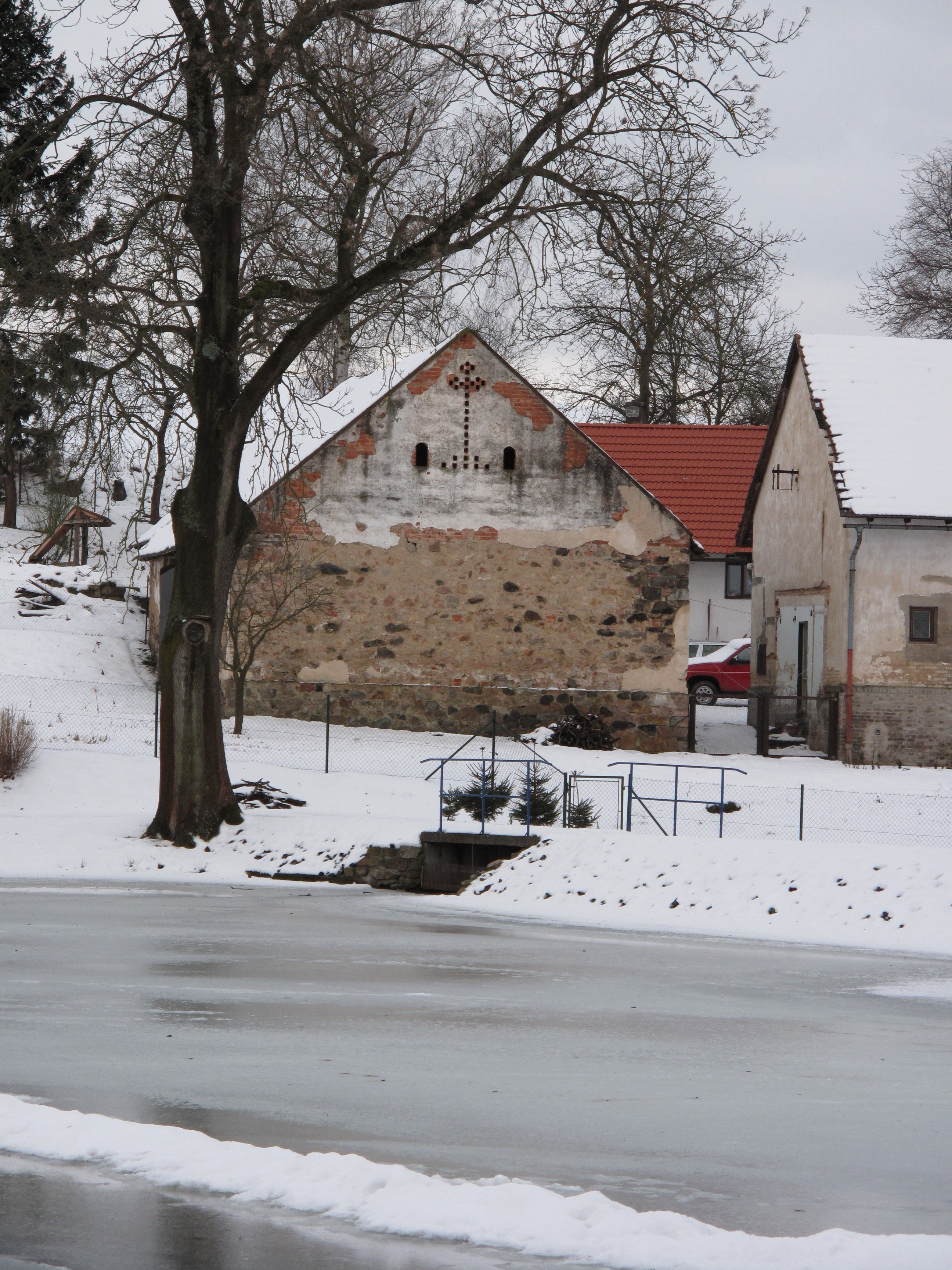
Hráz v zimě
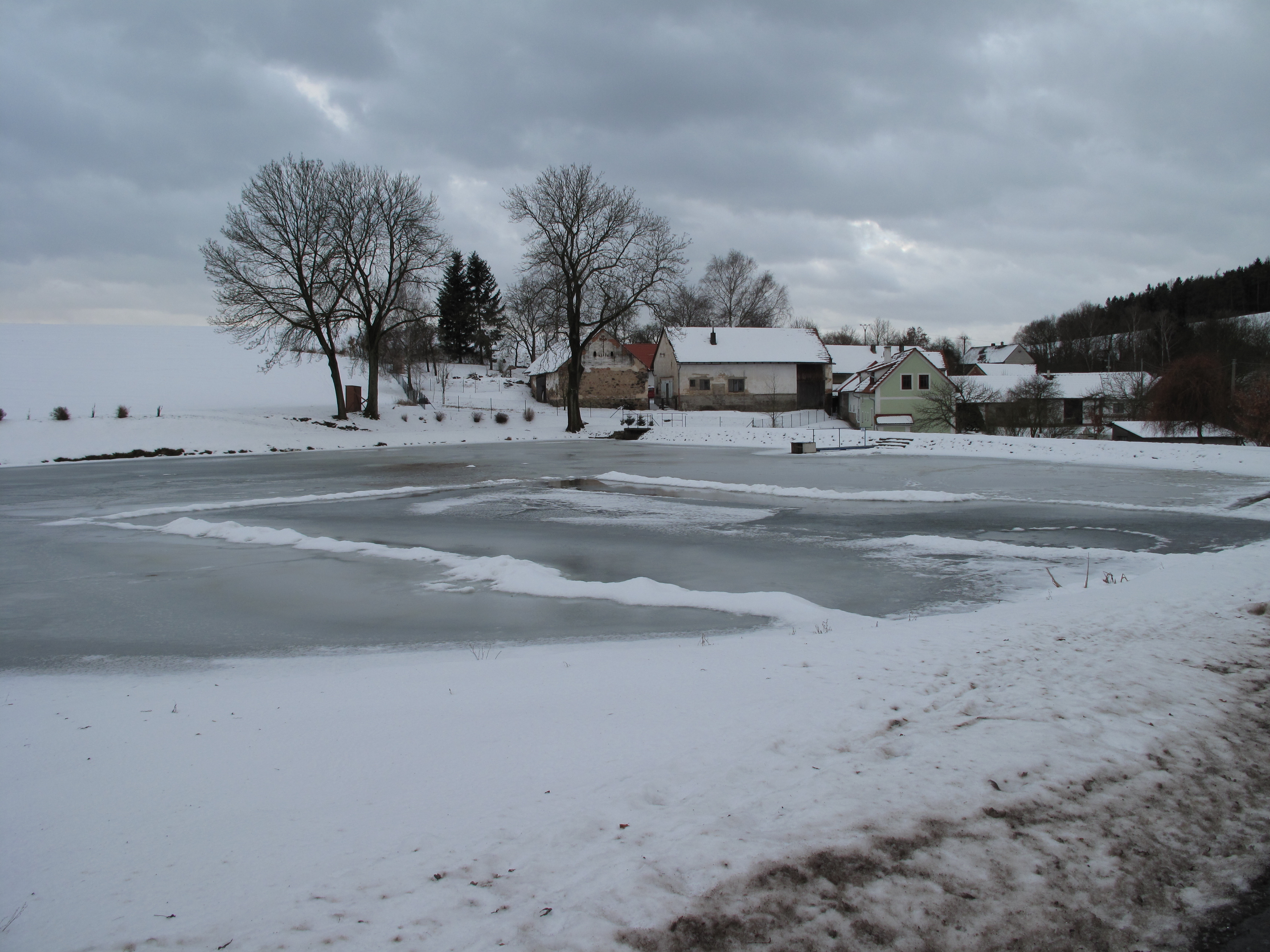
Širší pohled na hráz
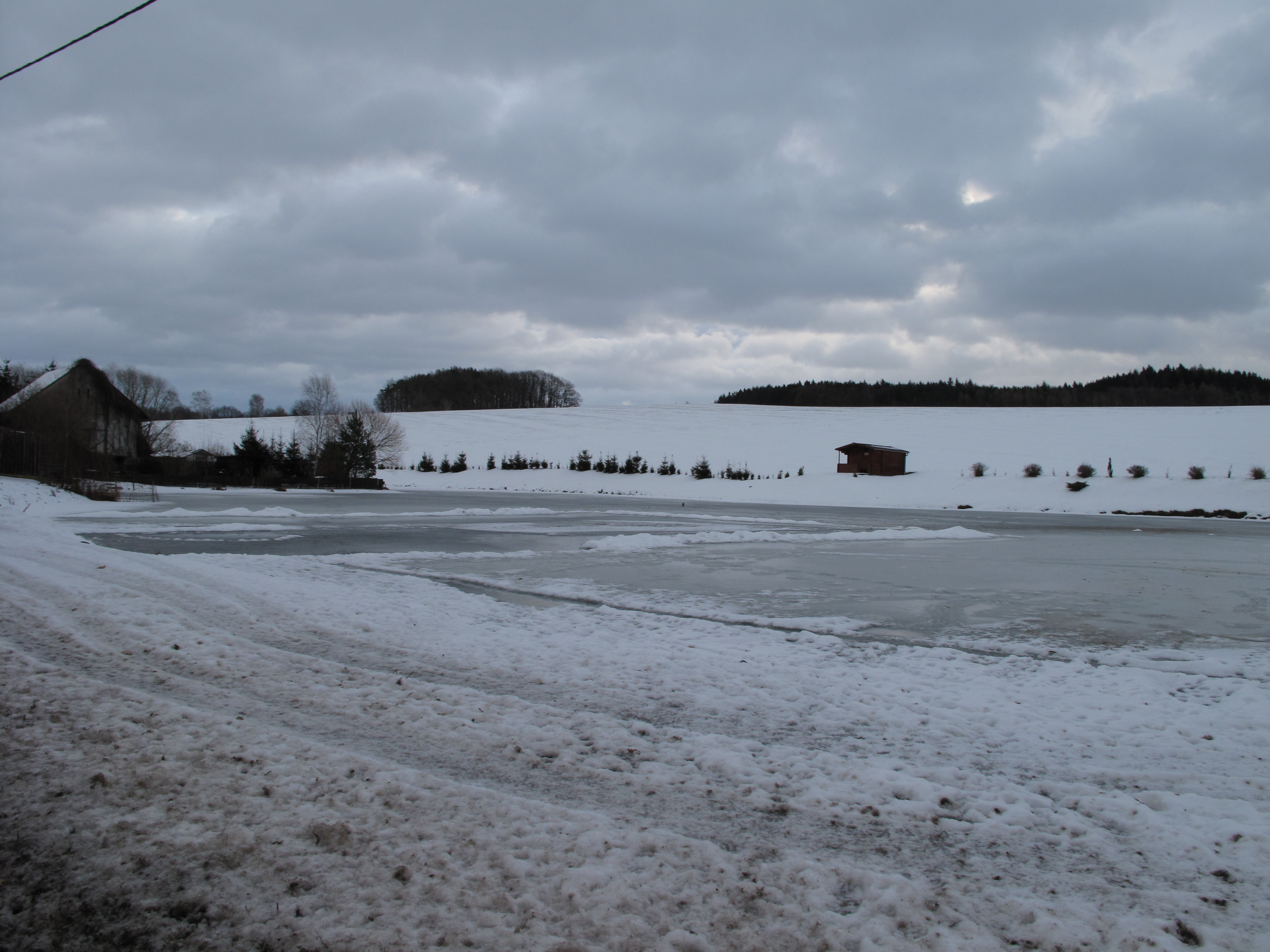
Přítoková část v zimě